# Bernardo Giovanni Cabrera
Bernardo Giovanni di Cabrera e Aragona, conte di Modica (in catalano Bernat Joan de Cabrera i de Aragó, in spagnolo Bernardo Juan de Cabrera y Aragón; Catalogna, 1400 – Ragusa, 14 maggio 1466), è stato un nobile, politico e militare catalano del XV secolo.

## Biografia
Nacque intorno al 1400 in Catalogna da Bernardo, IX conte di Modica, e dalla di lui consorte la nobildonna Timbora d'Aragona-Prades e Arenós dei conti di Prades, di cui era figlio primogenito. Succeduto al padre morto nel 1423, nel possesso dei titoli e dei feudi, nel 1429 ebbe investitura della baronia del caricatore di grano di Pozzallo, nella Contea di Modica, e nel 1430 la concessione del mero e misto imperio sulle signorie siciliane di Caccamo, di Alcamo e di Calatafimi, avuti in dote dal suo matrimonio con Violante di Prades e Aragona.
Seguì il re Alfonso V d'Aragona, del quale fu suo consigliere, nelle sue spedizioni militari in Castiglia, in Sardegna, in Corsica, a Gerba, e nel Regno di Napoli dove nel 1436 fu capitano generale dell'armata catalana.
Nel 1448-49, nella Contea di Modica si verificò una rivolta armata dei cittadini contro il Cabrera, di cui lamentavano numerose vessazioni, e che accusavano di aver commesso numerosi delitti. Delle rivolte popolati nel contado modicano ebbe notizia il viceré Lope Ximénez de Urrea, che intervenne facendo sedare la rivolta e al contempo facendo processare il Cabrera, che accusato di tirannia, fu condannato a pagare 60.000 scudi. Per pagare questa sanzione inflittagli dal Viceré di Sicilia, il Conte di Modica non disponendo di questa cifra, fu costretto a ricavarla attraverso la vendita delle baronie di Alcamo, Calatafimi, Comiso, Giarratana, Monterosso e Spaccaforno, avvenute tra il 1450 e il 1455.
Nell'ambito della guerra civile scoppiata in Catalogna tra il principe Carlo di Viana ed il re Giovanni II d'Aragona suo padre, il Cabrera sostenne inizialmente il primo. Alla morte del Principe passò dalla parte del padre, che lo inviò ad Hostalric, suo castello, con un'armata di 200 uomini - a cui si aggiunsero i 600 comandati da Francesc de Verntallat - per difenderlo dall'assalto delle milizie delle Generalitat ribelli catalane comandate da Pietro di Benlloc, ed impedire che queste potevano arrivare a Gerona, dove trovò rifugio la regina-consorte Giovanna Enríquez; tradito dai suoi vassalli, il 29 maggio 1462, i ribelli guidati dal conte Ugo di Pallars conquistarono Hostalric e lo fecero prigioniero. Condotto a Barcellona, fu liberato nel 1465, ed andò in Sicilia.
Morì a Ragusa il 14 maggio 1466, e fu sepolto nel Duomo di San Giorgio della città iblea.

### Matrimonio e discendenza
Bernardo Cabrera d'Aragona, X conte di Modica, fu sposato con la nobildonna Violante di Prades e Aragona (1395–1471), figlia di Giacomo, signore di Caccamo, dalla quale ebbe i seguenti figli:
- Giovanni (1425–1474), XI conte di Modica;
- Giacomo († 1467)
- Bernardo († 1467)
- Isabella († 1504), che fu moglie di Giovanni Raimondo Folch III de Cardona

Ebbe inoltre i figli naturali Bernardo Giovanni, Giacomo, Margherita, Ponzio, Timbora e Clemente.